# 村上克尚
村上 克尚（むらかみ かつなお、1978年 - ）は、日本の文学研究者。2024年現在、東京大学大学院総合文化研究科言語情報科学専攻准教授。専攻は日本近現代文学。大江健三郎を中心的に研究している。博士（学術）。

## 来歴
※出典は「東大TV (UTokyo)」動画。
神奈川県に生まれる。神奈川県立小田原高等学校を経て、2001年に慶應義塾大学文学部哲学科倫理学専攻を卒業した。引き続き大学院に進み、2004年に慶應義塾大学大学院文学研究科哲学・倫理学専攻修士課程を修了した。
その後は東京大学大学院総合文化研究科言語情報科学専攻修士課程に移り、2007年に修了する。
2016年に東京大学大学院総合文化研究科言語情報科学専攻博士課程を修了する。
2018年3月、博士論文をもとにした単著『動物の声、他者の声 日本戦後文学の倫理』（新曜社、2017年）により芸術選奨新人賞を受賞する。
2019年に東京大学大学院総合文化研究科言語情報科学専攻の准教授となる。

## 単著
- 『動物の声、他者の声 日本戦後文学の倫理』新曜社、2017年